# Grootvlekweidemot
De grootvlekweidemot (Phycitodes albatella) is een vlinder uit de familie snuitmotten (Pyralidae). De wetenschappelijke naam werd voor het eerst geldig gepubliceerd in 1887 door Émile Louis Ragonot.
De soort komt voor in Europa.